# 킨데르데이크-엘스하우트 풍자망

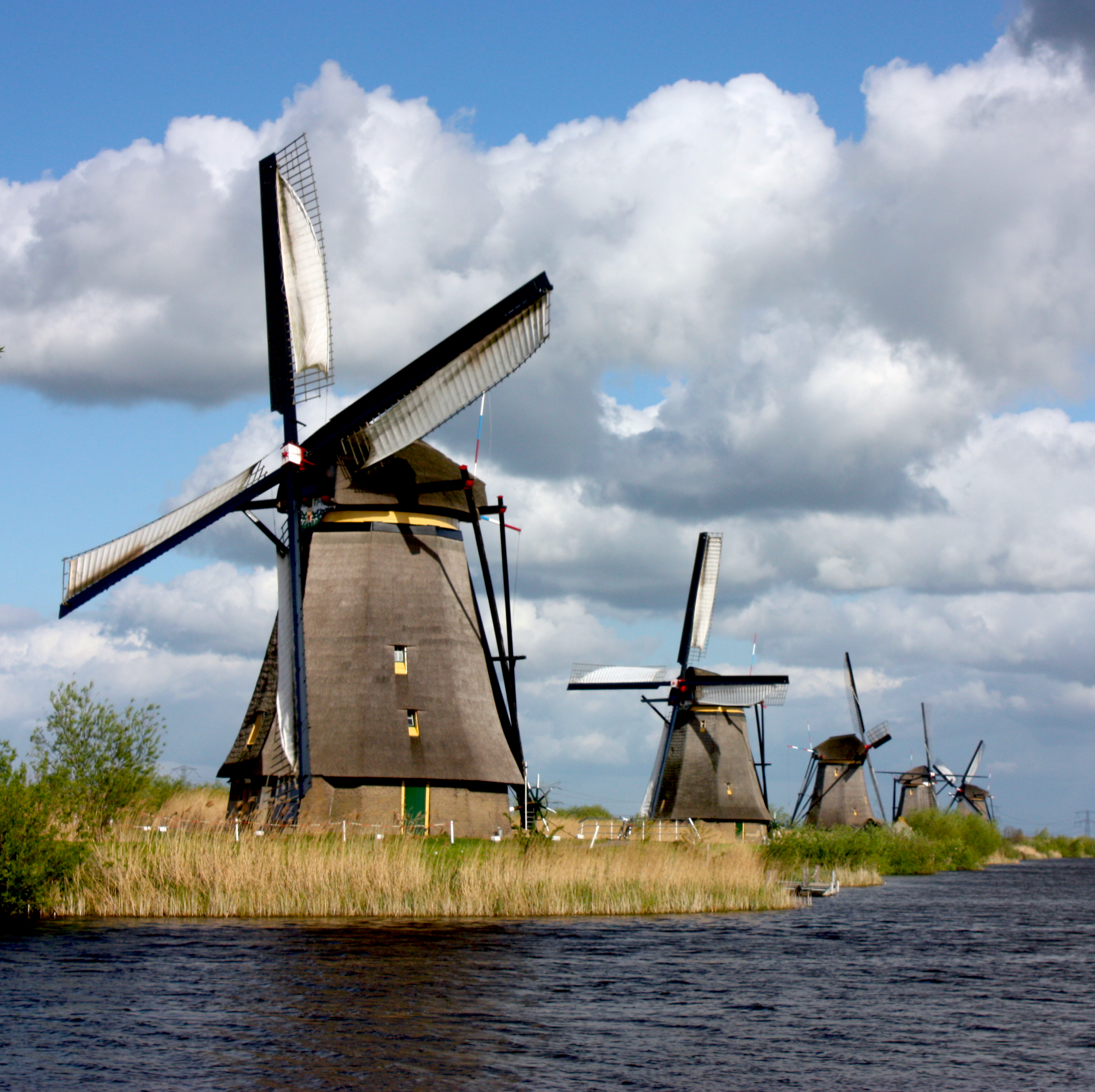
킨데르데이크-엘스하우트 풍차망

킨데르데이크-엘스하우트 풍차망(네덜란드어: Molens bij Kinderdijk/Elshout)은 네덜란드 제2의 도시 로테르담에서 16km 정도 떨어진 킨데르데이크(Kinderdijk)와 엘스하우트(Elshout) 마을에 위치해 있으며 총 19개의 풍차로 구성되어 있다. 1700년대에 홍수 피해를 막기 위해 건설되었다. 1997년에는 유네스코 세계유산으로도 지정되었다. 매년 7일에 조명이 켜지지만 2009년에는 에너지절약 차원에서 LED 조명이 켜지기도 했다.

## 같이 보기
- 잔서스한스